# 黄柱
黄 柱（こう ちゅう、生没年不詳）は、中国後漢末期から三国時代の政治家。蜀漢に仕えた。荊州南陽郡の人。

## 人物
経歴は伝わっていないが、建安末以前に劉備に仕えた人物である。
建安24年（219年）、劉備が王となると、黄柱は頼恭や王謀とともに九卿（光禄勲）に任命された。
建安25年（220年）、諸葛亮・糜竺・許靖・頼恭・王謀と共に、劉備に帝位への即位を促す勧進文を送っている。
以上が三国志本伝に書かれている事績である。
劉備初期王朝の重臣であるが、三国志成立時には資料が散逸していたため、同時期に九卿に任じられた王謀や頼恭同様に立伝されていない。しかし前述の二人がいくらか事績や経歴が伝わっているのに対し、黄柱についてはこれ以外の事績が伝わっていない。